# Lespielle
Lespielle é uma comuna francesa na região administrativa da Nova Aquitânia, no departamento dos Pirenéus Atlânticos. Estende-se por uma área de 7,24 km². Em 2010 a comuna tinha 156 habitantes (densidade: 21,5 hab./km²).